# Тихомиров, Борис Юрьевич
Борис Юрьевич Тихомиров (род. 18 января 1953, Москва) — советский и российский композитор, пианист, дирижёр, музыкальный продюсер, звукорежиссер, музыковед, издатель. Создал первый российский независимый лейбл Great Hall (1990 год), с 2005 года — «Классик». Автор некоторых статей «Музыкальной энциклопедии».

## Биография
Родился в Москве в семье дипломата Юрия Б. Тихомирова и адвоката В. П. Тихомировой (страстной поклонницы певца С. Я. Лемешева[значимость факта?]). Жил с родителями в Дамаске (1958—1959).
Дядя Ю. Р. Якушев — солист Большого театра и Всесоюзного радио (ученик Народной артистки СССР Е. К. Катульской[значимость факта?]).
Окончил Российскую академию музыки имени Гнесиных (историко-теоретико-композиторский факультет) и Московскую государственную консерваторию (музыковедение).

### Творческая карьера

#### Музыка народов мира
Первым из российских музыкантов находился на стажировке в Индии с целью изучения основ Классической музыки «Хиндустани» и ведических песнопений. Издал серию «Музыка Азии и Африки», в которой познакомил российских слушателей с редкими видами музыки Вьетнама, Лаоса, Камбоджи, Непала и др. Издал свыше 1000 наименований CD-DVD дисков русской народной и классической музыки, включая 20 опер на основе лучших спектаклей Большого театра.

#### Компьютерная музыка
Пионер советской компьютерной музыки. Вместе с Андреем Родионовым создал первые сочинения с применением персонального музыкального компьютера Yamaha CX5 — программирование, создание новых тембров, сведение и мастеринг. Записал первые в Советском Союзе альбомы компьютерной музыки «Пульс 1» и «512 КБАЙТ».

#### Продюсерские проекты
- «Ритмическая гимнастика»[1][4]
- Серия дисков «Спорт и музыка»[d][4].
- Инструментальная сюита «Звёздный кочевник».
- Рок-оперы: «Без царя в голове»[e], «Улица»[f].

#### Дирижёр
Как дирижёр записал сочинения: «1812 год» Петра Чайковского и «Симфонические танцы» Сергея Рахманинова. «Ария» для симфонического оркестра Бориса Тихомирова.

#### Особые проекты
Воссоздание композиций мастеров прошлого по незавершенным эскизам и черновикам. Итогом работы в государственных архивах стало сочинение концерт № 6 Сергея Прокофьева: посмертное сочинение Сергея Прокофьева для двух фортепиано и камерного оркестра.

## Особенности творческого метода
Борис Тихомиров — создатель индивидуальной концепции (метода) музыкального творчества. В её основе — сочетание оригинальных авторских тембров (электронных и натуральных). Формирование музыкального образа основано на ладогармонической основе и полифоническом развитии мелодики, мощной энергии звучания и динамизации формы позднего классического периода. Композиционному мышлению композитора свойственна опора на принципы сонатной формы. А индивидуальная интонация — визитная карточка композитора. Борису Тихомирову, как пианисту, присущ особый характер экспрессивного музыкального выражения. Им используется особый метод звукоизвлечения, меняющийся от стиля эпохи исполняемых им сочинений и характеризующийся особой глубиной звука, его полётностью и пространственным распространением. Как и в композиторском творчестве, метод формирования музыкального образа связан с панорамностью (игрой) звуковых планов (дальний, средний и ближний), особой тембральной насыщенностью, рельефностью звуковых сочетаний[прояснить].

## Произведения
- «Славлю Отчизну», кантата для смешанного хора и симфонического оркестра на стихи Владимира Маяковского;
- «Былина для оркестра русских народных инструментов»;
- «Времена года» (4 сезона), цикл для фортепиано;
- «Бурлеска», Четыре прелюдии, «Задорный танец», Сюита для баянного трио, Хоровые песни и др. «Рапсодия мира» для скрипки и симфонического оркестра;
- «Симфония Мира» для скрипки, фортепиано, хора, солистов хора и симфонического оркестра
- Посвящение Иоанну Дамаскину;
- Посвящение Сергею Рахманинову;
- «Николай Мирликийский» — Молитва и Тропарь;
- «Элегия» для симфонического оркестра;
- «Ария» для скрипки и оркестра.

## Дискография
- Инструментальная электронная музыка

1. Аттракцион (совместно с Вадимом Кондратьевым)
2. Мираж
3. Ралли (совместно с Вадимом Кондратьевым)
4. Ритмическая гимнастика

Фирма «Мелодия» C60 — 21591 005, 1994
- Инструментальная музыка для русских народных инструментов

1. Сказ
2. Пляска
3. Веснянка
4. Страдания
5. Былина

Ансамбль «Балалайки Москвы», 000 «Классик» CD GH — 142, 2011
- Песни

1. Спой мне (сл. Ан. Смирнова) — Т. Петрова, пение и инструментальный ансамбль п/у В. Якушенко
2. Кисть рябины (сл. Ан. Смирнова) — Вокальный ансамбль «Русская песня» п/у Н. Бабкиной, Фирма «Мелодия» С62 — 18253-54, 1982

1. Колыбельная (сл. Ан. Смирнова) — Вокальный ансамбль «Русская песня» п/у Н. Бабкиной, Запись Всесоюзной студии Фирмы «Мелодия» ГС- 2187543, 1982

1. Жди меня (сл. В. Сауткина) — Инструментальный ансамбль п/у Б. Тихомирова, Фирма «Мелодия» С92- 23255 002, 1985 45 об/мин

- Рок-опера «Без Царя в голове» совместно с В. Осинским и П. Грушко (либретто), Фирма «Мелодия» С60- 29325605, 1990
- Рацкер пати, Фирма «Андрюша» 20 мая 2014 года

## Награды
Лауреат всероссийского конкурса композиторов 1982 г.[какого?]

### Комментарии
1. ↑  Про индийских поэтов и музыкантов Пурандарадаса З., Тьягараджа, Тансен М.
2. ↑  Из инструментальной музыки Индии. Ситар Будхадитья Мукерджи Фирма «Мелодия» С80 — 18043-4, 1979 Из инструментальной музыки Индии. Бансури Хари Прасад Чаурасия Фирма «Мелодия» С80 — 10937-8, 1978
3. ↑  Запись выполнена на Всесоюзной студии грамзаписи «Мелодия», 1987 год. Номер в каталоге С60-26457-000. «512K bytes» — надпись на лицевой стороне конверта пластинки. На обратной стороне конверта написано 512 КБАЙТ, и строкой ниже Компьютерная музыка. Название альбома объясняется в тексте аннотации на конверте пластинки — это общий объём оперативной памяти двух компьютеров «Ямаха MSX», использованных при записи. Оформление обложки диска также выполнено с помощью компьютера. Диск содержит 11 композиций. В отличие от предыдущей работы, композиции содержат речевые вставки и стихи.
4. ↑  Общий тираж свыше 1 млн экз.
5. ↑  Студийная работа
6. ↑  Поставлена на малой арене Спорткомплекса «Лужники», в главной роли — Владимир Пресняков младший.